# Иодид рения(IV)
Иодид рения(IV) — неорганическое соединение, соль металла рения и иодистоводородной кислоты с формулой ReI4, 
чёрное вещество,
гидролизуется водой.

## Получение
- Восстановление рениевой кислоты иодистым водородом:

{\displaystyle {\mathsf {2HReO_{4}+14HI\ {\xrightarrow {}}\ 2ReI_{4}+3I_{2}+8H_{2}O}}}

## Физические свойства
Иодид рения(IV) образует чёрное вещество.
Растворяется в ацетоне и эфире.

## Химические свойства
- Гидролизуется водой:

{\displaystyle {\mathsf {ReI_{4}+2H_{2}O\ {\xrightarrow {}}\ ReO_{2}+4HI}}}
- Разлагается при нагревании:

{\displaystyle {\mathsf {ReI_{4}\ {\xrightarrow {T}}\ ReI_{3},ReI_{2},ReI,I_{2}}}}